# Miner (Misuri)
Miner es una ciudad ubicada en el condado de Scott en el estado estadounidense de Misuri. En el Censo de 2010 tenía una población de 984 habitantes y una densidad poblacional de 83,35 personas por km².

## Geografía
Miner se encuentra ubicada en las coordenadas 36°54′25″N 89°32′9″O / 36.90694, -89.53583. Según la Oficina del Censo de los Estados Unidos, Miner tiene una superficie total de 11.81 km², de la cual 11.8 km² corresponden a tierra firme y (0.02%) 0 km² es agua.

## Demografía
Según el censo de 2010, había 984 personas residiendo en Miner. La densidad de población era de 83,35 hab./km². De los 984 habitantes, Miner estaba compuesto por el 92.28% blancos, el 3.15% eran afroamericanos, el 0.2% eran amerindios, el 0.61% eran asiáticos, el 0% eran isleños del Pacífico, el 1.73% eran de otras razas y el 2.03% pertenecían a dos o más razas. Del total de la población el 4.37% eran hispanos o latinos de cualquier raza.